# Robert Grosvenor (Bildhauer)
Robert Grosvenor (* 1937 in New York) ist ein US-amerikanischer Bildhauer.

## Leben und Werk
Robert Grosvenor ist 1937 in New York geboren und studierte an der Universität Perugia, Perugia in Italien und der École nationale supérieure des arts décoratifs, Paris, wo er 1959 den Abschluss machte.
Er ist bekannt für seine monumentalen Rauminstallationen, die auf der Grenze zwischen Bildhauerei und Architektur stehen. Grosvenor ist mit der Minimalistischen Bewegung verknüpft und nahm teil an der Ausstellung Primary Structures im Jüdischen Museum in New York im Jahr 1966.
Grosvenor verwendet industrielle Materialien wie Teile von Autokarosserien, Plexiglas, Stein, Ziegel, Beton, Kunststoff.
Seit 1970 wird Robert Grosvenor von der Paula Cooper Gallery, New York City, NY vertreten.

## Gruppenausstellungen (Auswahl)
- 2012 Der Raum der Linie Museum Wiesbaden, Wiesbaden
- 2010 Whitney Biennial Whitney Museum of American Art, New York[3]
- 2006 Was ist Plastik? 100 Jahre – 100 Köpfe: Das Jahrhundert moderner Skulptur Lehmbruck-Museum, Duisburg
- 2003 It happened tomorrow Biennale d’art contemporain de Lyon, Lyon
- 1999 Forum: Robert Grosvenor, Andreas Gursky, John Wesley, Carnegie Museum of Art, Pittsburgh, Pennsylvania
- 1995 American Sculptors in the 1960s: Selected Drawings from the Collection, Museum of Modern Art, New York
- 1987 documenta 8, Kassel
- 1987 L'Epoque, La Mode, La Morale, La Passion: Aspects de l'art d'aujourd'hui 1977-1987 Musée National d’Art Moderne, Centre Georges Pompidou, Paris
- 1977 documenta 6, Kassel
- 1976 200 Years of American Sculpture Whitney Museum of American Art, New York, New
- 1971 Sonsbeek 71 Sonsbeek Park, Arnheim
- 1970 Preliminary Drawings MoMA, Museum of Modern Art, New York City, NY
- 1968 Minimal Art Gemeentemuseum Den Haag, Den Haag
- 1966 Primary Structures Jüdisches Museum, New York